# Sarsamphiascus gauthieri
Sarsamphiascus gauthieri is een eenoogkreeftjessoort uit de familie van de Miraciidae. De wetenschappelijke naam van de soort is voor het eerst geldig gepubliceerd in 1936 door Monard.